# Marcel Marie Auguste Chauvenet
Pour les articles homonymes, voir Chauvenet.
Marcel Marie Auguste Chauvenet-Desclos, né le 27 juin 1906 à Perpignan et mort le 21 août 1988 à Thouars (Deux-Sèvres), est un sculpteur et médailleur français.

## Biographie
Chauvenet est l'élève du sculpteur Jean Boucher.
Il expose des bustes au Salon des artistes français.

## Œuvres dans les collections publiques
- Paris, musée d'art moderne de la ville de Paris : Demi-figure nue debout.
- Buste de Danton en 1937, musée de la Révolution française.
- Fontaine en harpe de la place de La Madeleine, en 1979, à Alençon, avec Esther Gorbato (1926-1987) et Johanna Ebertz (née en 1941).